# Stentøj
Stentøj er lertøj brændt og brændemodnet ved omkring 1200°C til 1315 °C. Det er bogstaveligt menneskelavet sten. (Lertøj er brændt ved lavere temperaturer).
Porcelæn er lavet af lertypen kaolin og er hvidere og altid glasagtigt
(silicium omdannet).
Stentøj absorberer op til 5% vand, lertøj op til 10% og porcelæn 0%. Lertøj er næppe frostsikkert.
Keramisk glasering kan tilføjes før anden brænding ved en lavere temperatur.